# Laurent Duport
Pour les articles homonymes, voir Duport.
Laurent Duport (né le 23 septembre 1965 à Suresnes, France) est un architecte français.

## Biographie
Né à Suresnes, fils d'un artiste[réf. souhaitée] et d'Anne-Marie Duport, il passe son enfance à Nîmes et fait ses études à l'École nationale supérieure d'architecture de Marseille puis à l'École nationale supérieure d'architecture de Paris-Belleville dont il est diplômé en 1990.
Il rejoint les équipes de Jean Nouvel (1988, 1989 et 1994), de Jean-Paul Viguier (1991) et de Paul Andreu / Aéroports de Paris (de 1991 à 1993). En 1994, il est lauréat de la bourse ELECTRA Électricité de France et participe à plusieurs concours internationaux d'architecture et d'urbanisme (Berlin, Nicosie et Beyrouth).
L’agence C+D Architecture créée par Nicolas Crégut et Laurent Duport en 1995 rassemble aujourd’hui une dizaine de personnes. Ensemble ils ont réalisé la restructuration du lycée Gérard-Philipe à Bagnols-sur-Cèze, les mairies d’Uchaud et d’Aubord, le tribunal administratif de Nîmes, le Centre de gestion départemental à Nîmes, la rénovation de l'école nationale supérieure d'art dramatique et la restructuration de l’UFR Droit à Montpellier ainsi que le siège et showroom logistique de RBC à Gallargues. Ils réalisent également la résidence Guy Boniface (27 logements) ZAC Ovalie à Montpellier, le lycée Pierre Mendès France à Montpellier, la construction du complexe biotechnologique Biopole Euromédecine (avec Werner Stutz) à Montpellier, la construction du Retail Park Family Village à Nîmes, ainsi que le RBC Design Center avec Ateliers Jean Nouvel à Montpellier 
En 2014 ils livrent le Musée Médard à Lunel ainsi que le Musée de la Mer à Sète dans l’ancien bâtiment de l’Ifremer. De 2014 à 2022, en association avec Annabelle Selldorf NY ils réhabilitent 5 importants bâtiments existants  Forges, Mécanique, Formation, Médico-social, réfectoire sur le campus LUMA au Parc des Ateliers d’Arles.
Dans le prolongement, toujours pour la fondation LUMA, ils installent des panneaux photovoltaïques sur le versant sud de la toiture de la Grande Halle et ils réalisent le parking des minimes pour les visiteurs avec des ombrières photovoltaïques supportés par des portiques en bois lamellé-collé.
Ils participent aux concours pour la construction des nouveaux lycées de Lunel, de Castelnaudary, de Gignac[Lequel ?] et de Sommières, pour la construction du Musée Pierre Bonnard au Cannet, pour I’aménagement de AEF (Arènes Esplanade Feuchères) à Nîmes, pour l’opération de renouvellement urbain Hoche-Sernam à Nîmes et pour la ZAC Port Marianne-République à Montpellier.
De 1996 à 2001, Laurent Duport est architecte responsable des Maisons Jaoul construites par Le Corbusier à Neuilly-sur-Seine sur lesquelles il donne régulièrement des conférences.
Il est maître de conférences à l’École nationale supérieure d'architecture de Marseille de 2000 à 2006 et actuellement à l'École nationale supérieure d’architecture de Montpellier, où il est responsable du Mastère Spécialisé Architecture et Patrimoine Contemporain de 2017 à 2022. De 1999 à 2001, il a enseigné au Columbia University New York - Paris program.
En 2003, il participe au séminaire interdisciplinaire de recherche « Autour du CIAM IX de 1953 à Aix-en-Provence» à la MMSH d’Aix-en-Provence et en 2004 au séminaire européen de Toulouse « Le Team X, les bâtiments et les théories qui les ont fait naître : le cas des opérations de logement collectif à grande échelle en Europe » et en 2010 au Colloque « Conservation Restauration de l’architecture du Mouvement Moderne » avec des articles concernant Georges Candilis.
Le 6 décembre 2013, il est désigné 25e Fellow du "Richard Morris Hunt Prize" ce qui lui permet de développer durant six mois aux États-Unis son sujet de recherche intitulé "Les campus, depuis leur patrimoine jusqu'aux projets d'extension au XXIe siècle, comment identifier et partager une tradition d'urbanisme américain ?", En 2015 il participe au Congrès « LC 2015 50 ans après » à Valencia avec une conférence intitulée « Learning from Le Corbusier ».
Il est le commissaire et le scénographe de l'exposition "4 Grands Ensembles en Occitanie" réalisée en partenariat avec l'École nationale supérieure d’architecture de Montpellier, et la Maison de l'Architecture Languedoc Roussillon